# Phan Văn Hiếu
Phan Văn Hiếu (sinh ngày 23 tháng 8 năm 2000) là một cầu thủ bóng đá chuyên nghiệp người Việt Nam hiện đang thi đấu cho câu lạc bộ bóng đá Phù Đổng Ninh Bình tại giải vô địch quốc gia V.League 2 ở vị trí tiền vệ.

## Sự nghiệp cầu thủ
Phan Văn Hiếu đến với bóng đá khá muộn so với bạn bè đồng trang lứa khi 15 tuổi anh mới trúng tuyển vào đội U-15 Hà Tĩnh theo dạng bổ sung. Tuy nhiên, rất nhanh chóng, anh đã theo kịp giáo án đề ra của ban huấn luyện và tỏ ra phù hợp với vị trí tiền vệ trung tâm. Giữa năm 2019, đội U-19 Hà Tĩnh giải tán, Phan Văn Hiếu cùng 4 cầu thủ khác được giới thiệu ra câu lạc bộ Nam Định B tham gia Giải hạng Nhì Quốc gia. Sau khi kết thúc giải đấu này, chỉ mình Văn Hiếu được HLV Nguyễn Văn Sỹ đưa lên đội 1 CLB Nam Định tập luyện để chuẩn bị dự giải V-League 2020. Việc thi đấu ấn tượng trong đợt đá giải tập huấn ở Đà Nẵng giúp Văn Hiếu có tên trong danh sách đăng kí V-League 2020 của đội bóng thành Nam. 10 phút cuối hiệp 2 trận đấu giữa CLB Nam Định với Hồng Lĩnh Hà Tĩnh tại vòng 2 LS V- League trên sân Thiên Trường, khán giả được chứng kiến những bước chạy đầu tiên của cầu thủ trẻ người Hà Tĩnh tại đấu trường V-League.

## Danh hiệu

### Câu lạc bộ
Công an Hà Nội
- V. League 1:

 Vô địch: 2023